# روبرت تشوكيت
روبرت تشوكيت هو مجدف كندي، ولد في 25 نوفمبر 1954 في سانت كاثرينز في كندا.

## وصلات خارجية
- روبرت تشوكيت على موقع الاتحاد الدولي للتجديف (الإنجليزية)
- روبرت تشوكيت على موقع اللجنة الأولمبية الدولية (الإنجليزية)
- روبرت تشوكيت على موقع أوليمبيديا (الإنجليزية)